# Karl Orestason (Färla)
Karl Orestason (Färla, Orestes Keldorssons ätt), född på 1200-talet, död mellan 1335–1345, var en svensk riddare och riksråd.

## Biografi
Karl Orestason (Färla, Orestes Keldorssons ätt) var son till riddaren Orestes Keldorsson (Färla). Han nämns första gången 1301 och blev mellan 1312–1314 riddare. Karl Orestason var från 1314 riksråd. Han avled mellan 1335–1345.

### Egendom
Karl Orestason ägde jord i Bro härad i Uppland och i Aska härad och Dals härad i Östergötland.

### Familj
Karl Orestason  gifte sig senast 1318 med Helena Magnusdotter (Bjälboättens oäkta gren), dotter till riddaren, riksrådet och lagmannen Magnus Gregersson (Bjälboättens oäkta gren) i Västmanlands och Dalarnas lagsaga och Ingegärd Filipsdotter (Rumbyätten). De fick tillsammans barnen domprosten Johan Karlsson i Linköping, Ingegärd Karlsdotter som var gift med riddaren Valdemar Eriksson och Bengta Karlsdotter som var gift med riddaren, riksrådet och lagmannen Israel Birgersson (Finstaätten) i Upplands lagsaga.